# 李英 (正統進士)
李英（1420年—？年），字尚賢，四川重慶府合州人，民籍，治《書經》。

## 生平
正月二十四日生，行一，由國子生中式四川鄉試第二十七名舉人，會試中式第六名。年二十九歲中式正統十三年戊辰科第二甲第四十四名進士。

## 家族
曾祖李宗貴；祖李幹，湖廣布政司理問；父李添福；母賈氏。具慶下，妻藍氏，弟琦；璟；𤪙；㻞；琛；瓛。